# Lowosero-Tundra
Die Lowosero-Tundra (russisch Ловозерские тундры, deutsche Transkription: Lowosjorskije tundry) ist ein Gebirgsmassiv zwischen den beiden Seen Lowosero im Osten und Umbosero im Westen im Zentrum der Kola-Halbinsel gelegen in der Oblast Murmansk in Russland. Der Name stammt vom gleichnamigen See. Die Region wird nach dem Ort Lowosero auch Lowosjorskije genannt. 
Die Lowosero-Tundra stellt einen nach Osten geöffneten hufeisenförmigen Gebirgsgrat dar, welcher den Seidosero-See einschließt. An den Berghängen wachsen hauptsächlich Fichten und Kiefern. Das Gebirge erreicht im Berg Angwundastschorr mit 1120 m seinen höchsten Punkt. Das Gebiet wurde ursprünglich von Samen bewohnt, deshalb sind sehr viele Ortsnamen samischen Ursprungs. 

## Geologie
Das Gebirgsmassiv befindet sich über einem Komplex aus agpaitischen und hyperagpaitischen Gesteinen. Diese enthalten Minerale wie Eudialyt, Loparit (ein Erz aus Niob und Tantal), Natrosilit (anhydrische Natriumsilikate) und weitere. Mindestens 105 Minerale wurden in dem Gebiet gefunden, 39 davon haben ihre Typlokalität hier. Das heißt sie wurden zuerst hier entdeckt. Neben den westlich des Umbosero-Sees gelegenen Chibinen besitzen nur sehr wenige andere Regionen in der Welt eine vergleichbare Geologie und Mineralogie, darunter der Ilimmaasaq-Komplex im Südwesten von Grönland und Mont Saint-Hilaire in der ost-kanadischen Region Montérégie.

## Tourismus
Das Gebiet ist relativ leicht von der Bahnlinie aus erreichbar. Im Winter kann die Region von den Chibinen aus über den gefrorenen Umbosero-See erreicht werden, im Sommer führen Bergstraßen und Wanderwege dorthin. 

## Toponyme in der Lowosero-Tundra

### Siedlungen
- Ilma (Ильма)
- Motka (Мотка)
- Puntscha (Пунча)

### Seen und Buchten
- Lowosero (Ловозеро)
- Motka-Bucht (Мотка-Губа)
- Rajawr (Райявр)
- Seidosero (Сейдозеро)
- Sengisjawr (Сенгисъявр)
- Umbosero (Умбозеро)

### Flüsse und Bäche
- Elmarajok (Эльмарайок) oder auch Elemarajk (Элемарайк)
- Iiditschok (Иидичйок)
- Ilmajok (Ильмайок)
- Kitkuai (Киткуай)
- Kokluchtiuai (Коклухтиуай)
- Kuansuai (Куансуай)
- Kuftuai (Куфтуай)
- Muruai (Муруай)
- Seidjok (Сейдйок)
- Sigsuai (Сигсуай)
- Tawajok (Тавайок)
- Tschiwruai (Чивруай)
- Uelkuai (Уэлькуай)
- Wawnjok (Вавнйок)

### Gebirgsmassive, Berge und Pässe
- Alluaiw (Аллуайв)
- Angwundastschorr (Ангвундасчорр)
- Elmorajok-Pass
- Engpor (Энгпор)
- Karnassurt (Карнасурт)
- Kuamdespachk (Куамдеспахк)
- Kuftuai-Pass
- Kuiwtschorr (Куйвчорр)
- Mannepachk (Маннепахк)
- Nintschurt (Нинчурт)
- Punkaruaiw (Пункаруайв)
- Sengistschorr (Сенгисчорр)
- Straschempachk (Страшемпахк)
- Suoluaiw (Суолуайв)
- Tschiwruai-Ladw Pass (Чивруай-Ладв)
- Wawpbed (Вавпбед)